# Goethe-Zertifikat
Il Goethe-Zertifikat è una certificazione della conoscenza della lingua tedesca sviluppata dal Goethe-Institut che prevede diversi gradi e specifiche denominazioni che variano in base alle competenze linguistiche raggiunte. Tali competenze sono definite conformemente ai sei livelli fissati dal Quadro comune europeo di riferimento per la conoscenza delle lingue (QCER), dall'A1 dei principianti al C2 attestante il livello più alto di conoscenza di una lingua straniera.
Ai due livelli di utilizzo elementare della lingua, vale a dire A1 e A2, le certificazioni si diversificano in funzione dell'età: ai bambini e ragazzi (10-16 anni) sono riservati i Fit in Deutsch 1 e 2, mentre gli esami per gli adulti (> 16 anni) sono gli Start Deutsch 1 e 2.
Le competenze linguistiche di livello intermedio, definito di utilizzo autonomo e corrispondente ai B1 e B2, sono attestate dal Goethe-Zertifikat B1, dal Goethe-Zertifikat B2 e dal TestDaF (B2).
I livelli avanzati, ossia di utilizzo competente della lingua, corrispondono ai C1 e C2 e sono certificati dal Goethe-Zertifikat C1 e dal Goethe-Zertifikat C2: GDS.
In Italia le certificazioni del Goethe-Institut si possono conseguire presso le sue sedi, ma anche nei Goethe-Zentren e presso diversi partner autorizzati.

## Goethe-Zertifikat A1/A2: Fit in Deutsch 1+2
→ Fit in Deutsch

## Goethe-Zertifikat A1/A2: Start Deutsch 1+2
→ Start Deutsch

## Goethe-Zertifikat B1
Il Goethe-Zertifikat B1 attesta una buona conoscenza della lingua tedesca e corrisponde al B1, il terzo livello nella scala di valutazione a sei livelli del Quadro comune europeo di riferimento per la conoscenza delle lingue (QCER).
Questo esame, rivolto agli adolescenti e agli adulti, è stato realizzato dal Goethe-Institut in collaborazione con l'Università di Friburgo (Svizzera) e l'Österreichisches Sprachdiplom Deutsch (ÖSD) e viene proposto a livello mondiale con le denominazioni Goethe-Zertifikat B1 o ÖSD-Zertifikat B1.
Per ottenere la certificazione si deve essere in grado di comprendere i punti chiave di argomenti familiari che riguardano la scuola, il tempo libero, ecc.; muoversi con disinvoltura in situazioni che possono verificarsi mentre si viaggia nel paese in cui si parla la lingua; produrre un testo semplice relativo ad argomenti familiari o di interesse personale; descrivere esperienze, avvenimenti, sogni, speranze e ambizioni, illustrare i propri progetti e motivare le proprie opinioni.
Requisiti, descrizione delle prove d'esame (4 moduli), esercizi e materiale informativo per la preparazione sono disponibili in internet sul sito del Goethe-Institut alla voce Goethe-Zertifikat B1.

## Goethe-Zertifikat B2
Il Goethe-Zertifikat B2 presuppone una conoscenza avanzata della lingua tedesca e corrisponde al B2, il quarto livello nella scala di valutazione a sei livelli del Quadro comune europeo di riferimento per la conoscenza delle lingue (QCER).
La certificazione, che viene riconosciuta in numerosi Paesi come requisito per l'ammissione alla facoltà di germanistica, dimostra che si è in grado di capire le idee principali di testi complessi su argomenti sia concreti che astratti, comprese le discussioni tecniche nel proprio campo di specializzazione; interagire con una certa scioltezza e con quella spontaneità che rende possibile un'interazione naturale con un interlocutore di madrelingua; produrre un testo chiaro e dettagliato su un'ampia gamma di argomenti e spiegare un punto di vista su un argomento fornendo i pro e i contro delle varie opzioni.
Requisiti, descrizione delle prove d'esame (scritto+orale), esercizi e materiale informativo per la preparazione sono disponibili in internet sul sito del Goethe-Institut alla voce Goethe-Zertifikat B2.

## Goethe-Zertifikat C1
Il Goethe-Zertifikat C1 (precedentemente chiamato Zentrale Mittelstufenprüfung) dimostra una conoscenza avanzata della lingua tedesca e corrisponde al C1, il quinto livello nella scala di valutazione a sei livelli del Quadro comune europeo di riferimento per la conoscenza delle lingue (QCER).
Diversi istituti universitari e molti corsi propedeutici di ammissione all'università esonerano gli studenti stranieri in possesso del Goethe-Zertifikat C1 dall'obbligo di sostenere un esame di lingua per l'ammissione. Per ottenere questa certificazione si deve essere in grado di comprendere svariati testi lunghi e complessi, afferrandone anche i significati impliciti; conversare in maniera spontanea e sciolta senza doversi interrompere per cercare le parole; parlare abilmente, nelle situazioni di vita quotidiana, in ambito lavorativo e di studio, adattando il linguaggio alle singole situazioni; esprimersi in maniera chiara e dettagliata su problematiche complesse, utilizzando mezzi linguistici adeguati per formulare testi ben strutturati.
Requisiti, descrizione delle prove d'esame (scritto+orale), esercizi e materiale informativo per la preparazione sono disponibili in internet sul sito del Goethe-Institut alla voce Goethe-Zertifikat C1.

## Goethe-Zertifikat C2: Großes Deutsches Sprachdiplom
Il Goethe-Zertifikat C2: Großes Deutsches Sprachdiplom (precedentemente chiamato Zentrale Oberstufenprüfung) presuppone una conoscenza molto avanzata della lingua tedesca e corrisponde al massimo livello, il C2, nella scala
di valutazione a sei livelli del Quadro comune europeo di riferimento per la conoscenza delle lingue (QCER).
Il Goethe-Zertifikat C2 consente agli studenti stranieri l'accesso a qualsiasi istituto universitario tedesco e in molti Paesi abilita addirittura all'insegnamento della lingua tedesca. Esso attesta che si è in grado di comprendere senza difficoltà tutto ciò che si legge e si ascolta; riassumere le informazioni da varie fonti scritte ed orali, fornendo motivazioni e spiegazioni in forma ben strutturata; esprimersi in maniera spontanea, fluente e precisa, riuscendo ad evidenziare anche le più leggere sfumature di significato in contesti di carattere complesso.
Requisiti, descrizione delle prove d'esame (4 moduli), esercizi e materiale informativo per la preparazione sono disponibili in internet sul sito del Goethe-Institut alla voce Goethe-Zertifikat C2: Großes Deutsches Sprachdiplom.